# Danske bynavne og deres betydning
 Danske bynavne og deres betydning. Der er mange bynavne i Danmark, der stammer fra jernalderen eller vikingetiden.
Der findes ikke mange byer med endelsen havn; de eneste byer der hed -havn, var København og Frederikshavn. Derimod var der flere byer med endelsen -købing, da det var vigtigere at fortælle, at der var handel i byen,  den største er Nykøbing Falster. 
I vikingetiden og middelalderen kom endelsen -rup, der er over 1000 år gammel. Fx Taastrup og Pederstrup. Endelsen -rup og -drup viser, at her var en udflytterbebyggelse. Dvs. små huse med beboere, som er flyttet væk fra ældre og større bebyggelser. -rup og -drup stammer fra -torp, der betyder lille bebyggelse.
Nogle af de ældste stednavne ender på -ing som f.eks Kolding og Herning, henholdsvis den kolde og den hornagtige. Endelsen -ing er en afledning: Stedbetegnelsen -ing kan gå tilbage før år nul.